# Cot Pucokruengmem
Cot Pucokruengmem är ett berg i Indonesien.   Det ligger i provinsen Aceh, i den västra delen av landet, 1 800 km nordväst om huvudstaden Jakarta. Toppen på Cot Pucokruengmem är 317 meter över havet.
Terrängen runt Cot Pucokruengmem är varierad.Runt Cot Pucokruengmem är det glesbefolkat, med 17 invånare per kvadratkilometer. I omgivningarna runt Cot Pucokruengmem växer i huvudsak städsegrön lövskog.